# Jerusalems tredje tempel

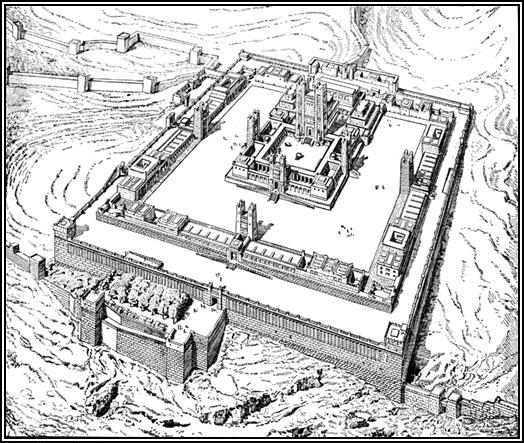
Hesekiels syn om templet, såsom det beskrivs i Hesekiels bok, kapitel 40-47.

Det tredje templet är beteckningen på ett framtida judendomens tempel i Jerusalem, där Salomos tempel och Serubbabels/Herodes tempel stod. Det kallas också Hesekiels tempel. 

## Bakgrund
Sedan förstörelsen av det andra templet år 70 har religiösa judar bett till Gud att tillåta ett tredje tempel att byggas på Tempelberget. Denna bön har varit en formell del av judendomens tre dagliga bönestunder. Även om templet har förblivit obyggt är begreppet och drömmen om ett tredje tempel heligt inom judendomen, särskilt den ortodoxa formen. Profeterna i Tanach förutspådde att det tredje templet skulle byggas när Messias enligt judisk tro kommer. Både år 361 och 614 har återuppbyggnad satts igång, men resultatet har rivits ner av fientliga arméer.
Enligt Bibelns profetior kommer ett tredje judiskt tempel att byggas på tempelplatsen. Beskrivningen av detta tempel finns i Hesekiel kapitel 40-47. Även kristna Israelvänner kan ha en förväntan om ett tempelbygge på platsen, som uppfyllelse av Bibeln eskatologiska profetior. Judar kan inte tänka sig att ett tempel skulle byggas på någon annan plats än den av David utsedda platsen för det första templet. Synagogan är inte tillräcklig för att motsvara templets funktion.

## Betydelse
På senare tid har dock diskussioner uppenbarats då ett relativt stort antal ortodoxa judar och Sionister velat framföra ett budskap som lyder att templet skall byggas, och då banar man vägen redo för Messias.
Ritningarna är klara men dispyter råder om det är lämpligt eller inte och om det israeliska folket står bakom det.
Konceptet inom judendomen lyder att templet är en av de sju hemligheterna för att fullfölja av skapelsens plan.
Tron är att budskapet bakom templet är gömt i grundläggande planen för de byggstenar som utgör vår värld, och var en faktor i den gudomliga planen av skapelsen. Som Talmud uttrycker sig "Guds förväntning av den eventuella etableringen kommer före skapelsen" med vilket menas att detta är viktigare än allt annat i vår värld. Eftersom Gud hade en tanke på templet innan han hade en tanke på skapelsen i sig.
Dessa sju byggstenar utgör Torah, ånger, Edens trädgård & Gehenna, tronen av ära, det heliga templet och Messias identitet.

## Problematik
Den grundläggande problematiken som kan förekomma när det gäller frågan när, hur och var templet skall byggas. Då en muslimsk helgedom är byggd ovanpå den plats man hävdar att templet ursprungligen låg är det en fråga som kommer att skapa konflikter. Också att judarna inte heller är eniga om betydelsen bakom templet, dilemmat lyder om Messias först anländer för att templet sedan skall byggas eller vice versa.

### Befintliga byggnader
Tempelplatsen anses helig även för muslimer med hänvisning till att profeten Muhammed övernaturligt förts från Mecka till al-Aqsa på tempelberget under den nattliga resan, och i början var Jerusalem qibla (riktningen för muslimernas böneställning), tills Muhammed blev oense med judarna och Kaba i Mecka blev qibla istället. När muslimerna strax efter Muhammeds död började erövra stora områden utanför Arabiska halvön i sina krigståg, intogs Jerusalem och år 638 uppförde Umar ibn al-Khattab (Omar) en trämoské på tempelplatsen. 
Den muslimska Klippdomen (i nuvarande form från 1500-talet) anses idag stå i princip på den plats där Jerusalems tempel en gång stod. Dessutom finns Al-Aqsa-moskén intill denna, nuvarande byggnad från år 1035.

### Religiös och etnisk storkonflikt
Således är platsen islams tredje heligaste plats samtidigt som den är judendomens heligaste, och står i fokus för konflikt mellan judar och muslimer i området. Platsen ligger i östra Jerusalem som kom att tillhöra Jordanien efter kriget som följde utropandet av staten Israel 1948. Det tillhör idag det område som Israel erövrade genom sin seger i sexdagarskriget 1967, men står under internationell debatt om vem som ska ha laglig rätt till platsen, Israel eller den Palestinska myndigheten. Israels premiärminister Ariel Sharon besökte tempelplatsen 2000 och somliga hävdar att detta utlöste al-Aqsa-intifadan. Israels yrkande att de har historisk rätt till platsen sedan 4000 år genom deras stamfader Abraham står mot muslimernas yrkande att den har varit under muslimsk kontroll under större delen av det senaste millenniet, även om en palestinsk stat aldrig funnits förrän de senaste åren. Saken kompliceras av att bägge sidor ser Abraham som tillhörande sin religion, men islam menar att Abraham skulle offra sin son i Mecka, inte i på tempelberget i Jerusalem, och att det avsåg Ismael, inte Isak. Somliga menar att de fromma judarna i Tanach var muslimer och att dagens judar är skilda från dem. Islamister har tanken att ett territorium som en gång stått under islamiskt styre för alltid ska vara det och att det är en helig plikt att återerövra förlorad mark. 

### Möjliga konfliktlösningar
För närvarande är ett sådant tempelbygge naturligtvis en politisk omöjlighet, då Israel har förbundit sig att garantera muslimernas tillgång till moskéerna. Ändå har judar som tror på denna vision samlat utrustning att installera i templet. Vissa tänker sig att Klippmoskén behöver försvinna först, på något sätt. Andra att ett tempel kan placeras mellan de båda moskéerna, och somliga menar att ursprungliga tempelplatsen var något norr om Klippmoskén. Knessetledamoten Uri Ariel har publicerat en plan för en synagoga jämte moskéerna som kan bli ett tecken på fredligt samförstånd mellan religionerna. Med tanke på intensiteten i intifadakonflikterna och att starka krafter i andra muslimska länder kan mobiliseras när det gäller en så helig plats, kan det emellertid ifrågasättas om detta är realistiskt inom överskådlig tid.